# 2004年夏季奥林匹克运动会射箭比赛
2004年夏季奥林匹克运动会的射箭比赛从8月12日－8月21日在雅典的帕那辛納克體育場举行。
在8月12日举行的射箭女子排位赛中，韩国选手朴成贤以682环的成绩，打破了意大利选手纳塔利娅·瓦列耶娃同年年初创造的679环的世界纪录。也是本届奥运会创造的第一项世界纪录。同时在女子团体排位赛中，韩国队以2030环的总成绩打破了韩国队在2000年夏季奥林匹克运动会上创造的1994环的世界纪录。而在男子排位赛中，韩国选手林东贤创造了全新的男子72箭射箭世界纪录，他的成绩是687环。

## 奖牌榜
| 排名                     | 国家 / 地区              | 金牌 | 銀牌 | 銅牌 | 总计 |
| ------------------------ | ------------------------ | ---- | ---- | ---- | ---- |
| 1                        | 韩国（KOR）              | 3    | 1    | 0    | 4    |
| 2                        | 意大利（ITA）            | 1    | 0    | 0    | 1    |
| 3                        | 中华台北（TPE）          | 0    | 1    | 1    | 2    |
| 4                        | 中国（CHN）              | 0    | 1    | 0    | 1    |
| 4                        | 日本（JPN）              | 0    | 1    | 0    | 1    |
| 6                        | （AUS）                  | 0    | 0    | 1    | 1    |
| 6                        | 英国（GBR）              | 0    | 0    | 1    | 1    |
| 6                        | 乌克兰（UKR）            | 0    | 0    | 1    | 1    |
| 总计（共8个国家 / 地区） | 总计（共8个国家 / 地区） | 4    | 4    | 4    | 12   |

## 奖牌得主
| 項目     | 金牌                                   | 银牌                                       | 铜牌                                                                |
| 男子個人 | 马尔科·加利亚佐 · 意大利（ITA）        | 山本博 · 日本（JPN）                       | 蒂姆·卡迪希 · （AUS）                                               |
| 女子個人 | 朴成贤 · 韩国（KOR）                   | 李成震 · 韩国（KOR）                       | 艾莉森·威廉森 · 英国（GBR）                                         |
| 男子團體 | 韩国（KOR） · 林东贤 · 张龙浩 · 朴敬模 | 中华台北（TPE） · 陈诗园 · 刘明煌 · 王正邦 | 乌克兰（UKR） · 德米特罗·赫拉霍夫 · 维克托·鲁班 · 亚历山大·谢尔久克 |
| 女子團體 | 韩国（KOR） · 李成震 · 朴成賢 · 尹美進 | 中国（CHN） · 何影 · 林桑 · 张娟娟         | 中华台北（TPE） · 陳麗如 · 吳蕙如 · 袁叔琪                          |